# Scilla
Scilla este o comună din provincia Reggio Calabria, regiunea Calabria, Italia, cu o populație de 4.513 locuitori (1 ianuarie 2023) și o suprafață de 44,13 km².

## Demografie
Scilla - evoluția demografică

|  | Graficele sunt indisponibile din cauza unor probleme tehnice. Mai multe informații se găsesc la Phabricator și la wiki-ul MediaWiki. |

Date: Recensăminte sau birourile de statistică - grafică realizată de Wikipedia

## Galerie

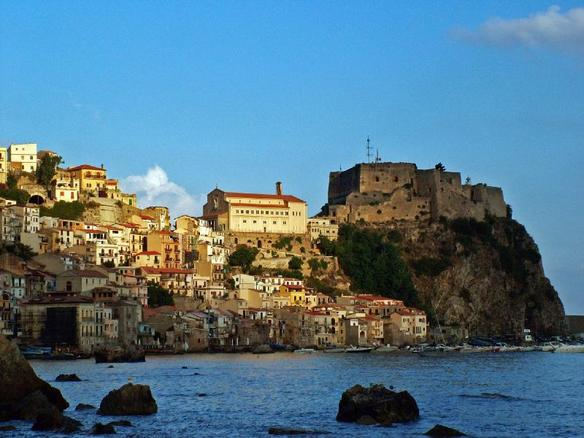
Chianalèa și castelul Ruffo
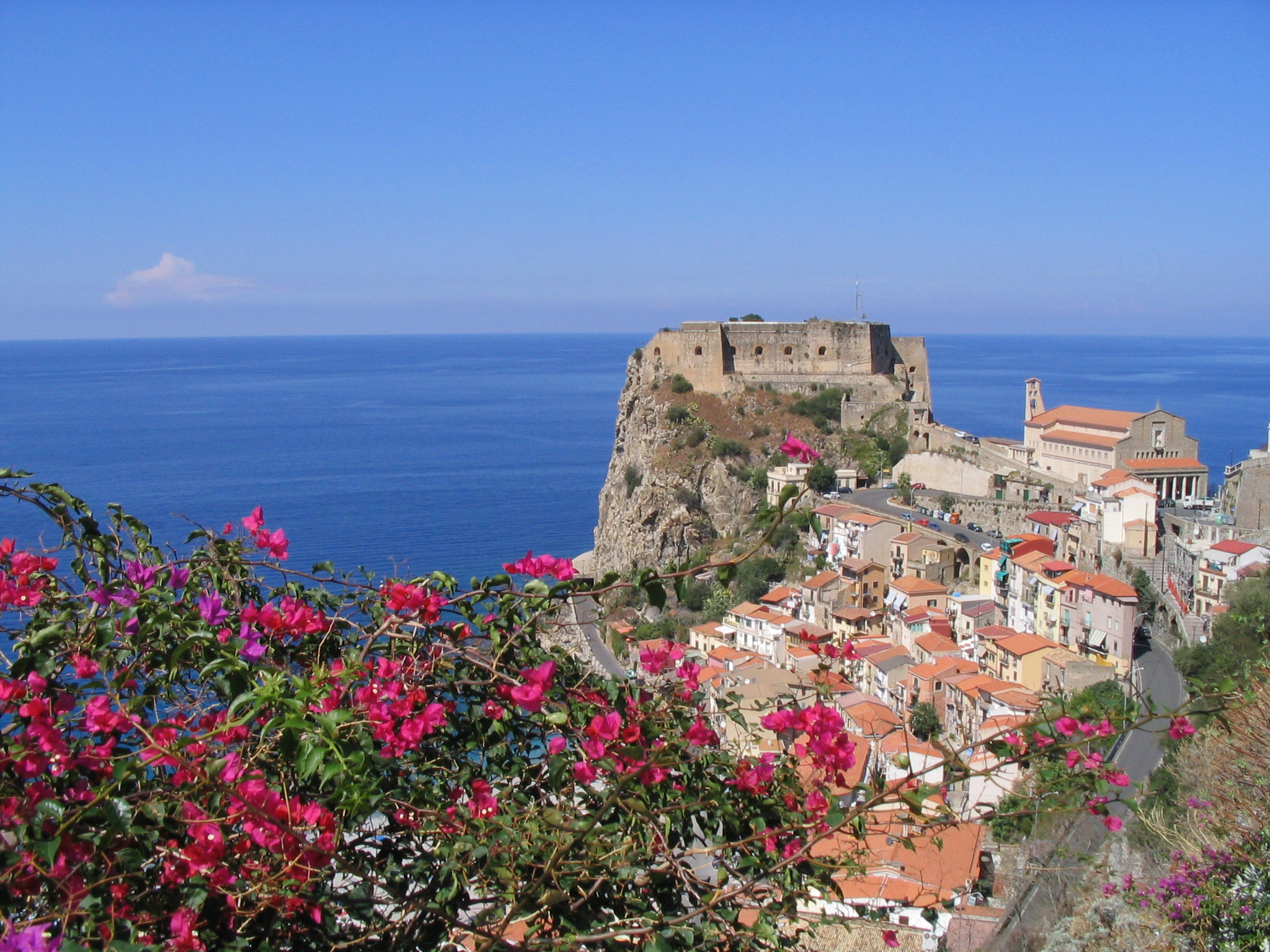
Castelul Ruffo
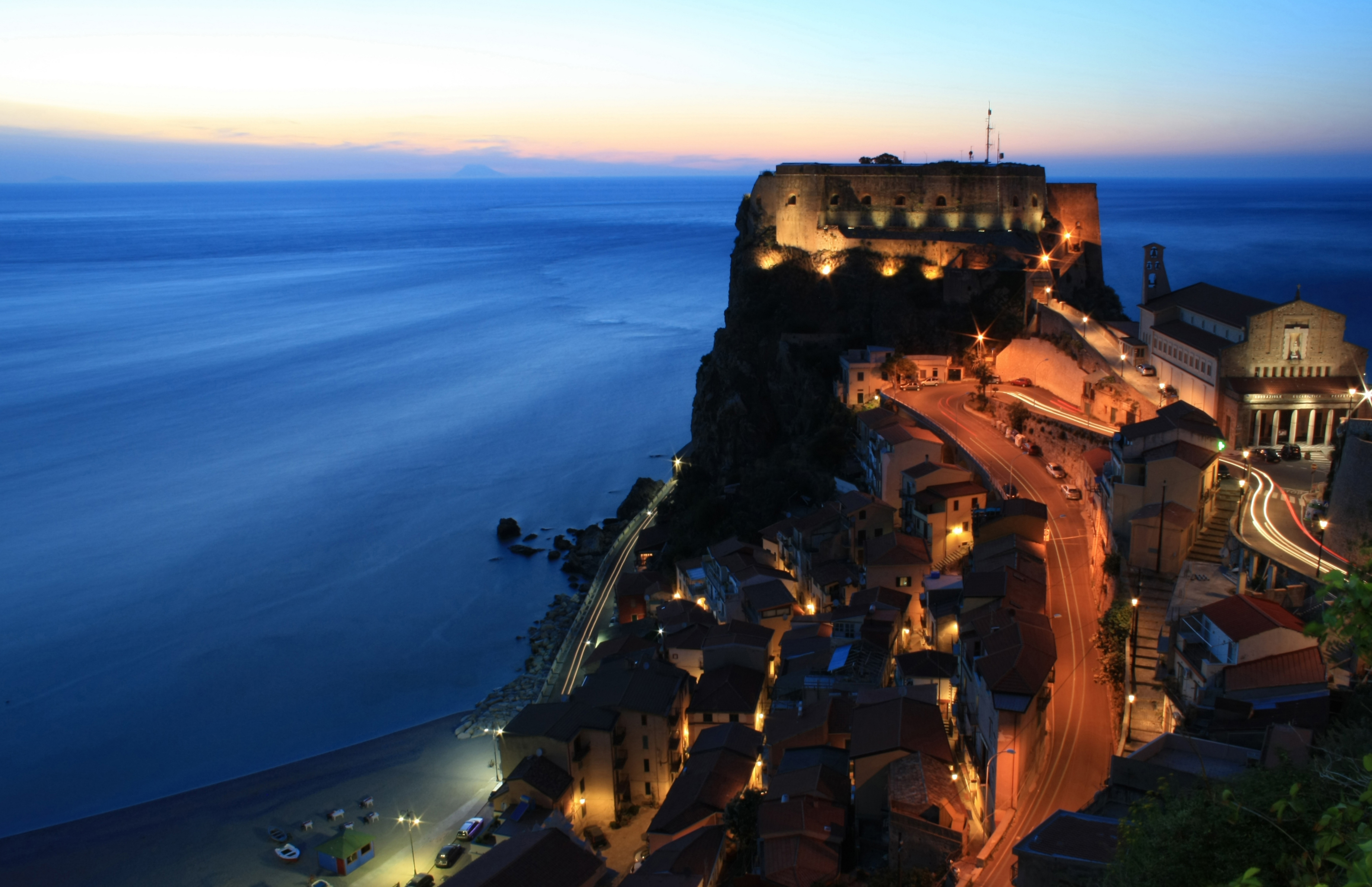
Scilla, castelul Ruffo noaptea
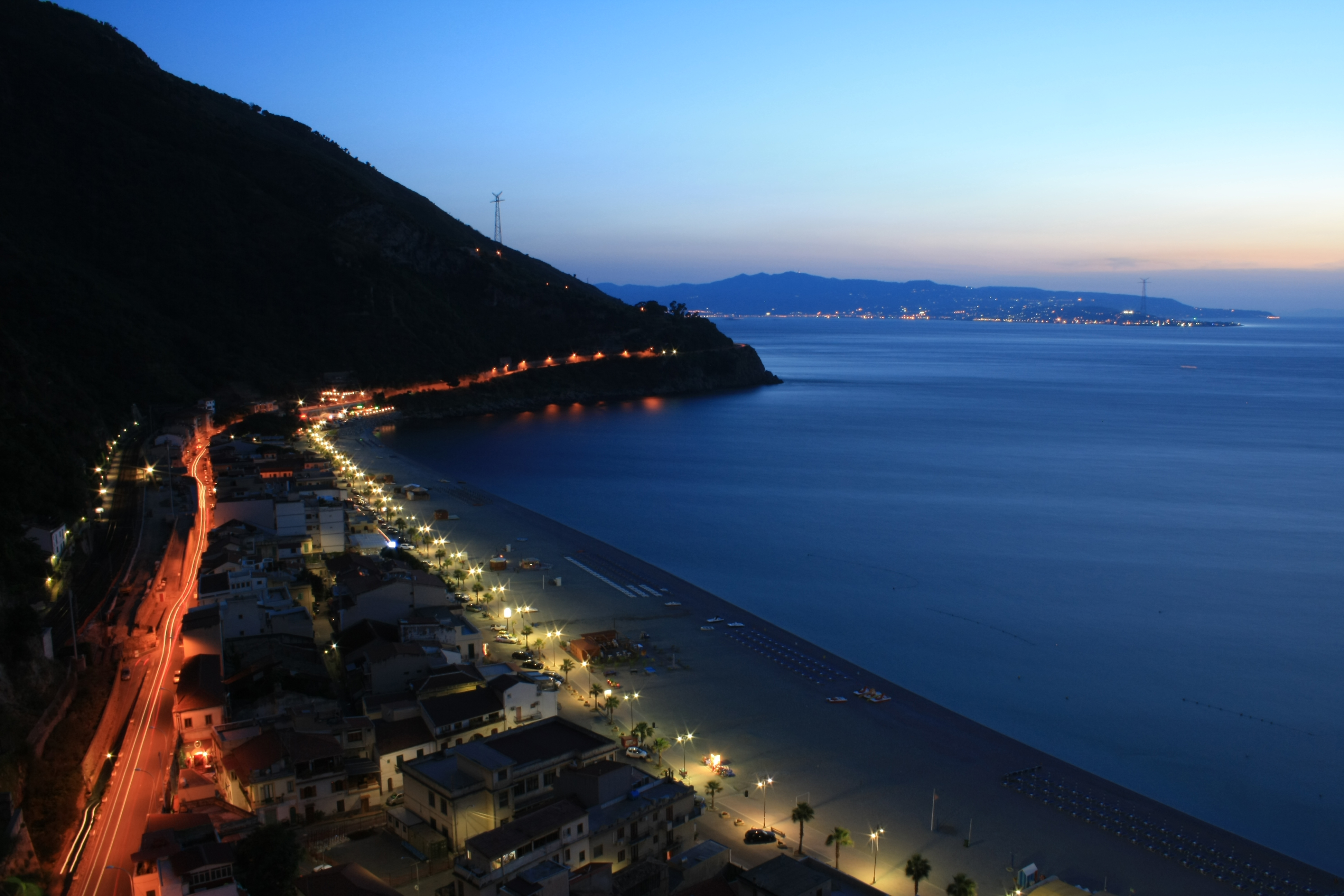
Marina Grande noaptea